# 肇骞合耳菊
肇骞合耳菊（学名：Synotis changiana）为菊科合耳菊属的植物，是中国的特有植物。分布于中国大陆的广西等地，多生长在疏林中，目前尚未由人工引种栽培。